# Minahasatornuggla
Minahasatornuggla (Tyto inexspectata) är en utrotningshotad fågel i familjen tornugglor som enbart förekommer på ön Sulawesi i Indonesien.

## Utseende och läte
Minahasatornugglan är en medelstor (30 cm), skogslevande tornuggla. Ovansidan är rostfärgad och undersidan rostbeige, med svarta fläckar. Vingarna är bandade i svart och roströd, och stjärten är fint bandad. Ett område i nacken och runt vingknogen är mörkare än resten av kroppen. Ansiktsskivan är ljust roströd och ögat är svart. Två färgformer förekommer, en ljusare och en mörkare. Den senare kan vara svår att skilja från sulawesitornugglan, men denna är mycket större med sotfärgad ansiktsskiva och fint vitfläckig ovansida. Lätet är ett nasalt och hest, väsande skri, cirka 1,8 sekunder långt.

## Utbredning och systematik
Fågeln förekommer i bergsskogar på norra och centrala Sulawesi. Den behandlas som monotypisk, det vill säga att den inte delas in i några underarter.

## Status och hot
Arten har ett relativt stort utbredningsområde, men tros minska i antal, dock inte tillräckligt kraftigt för att den ska betraktas som hotad. Internationella naturvårdsunionen IUCN listar arten som livskraftig (LC).